# Thủy điện Đăk Pô Ne
Thủy điện Đăk Pô Ne, còn viết là Đăk Pône, là thủy điện xây dựng trên dòng Đăk Pơ Ne trên vùng đất các xã Măng Cành và thị trấn Măng Đen huyện Kon Plong tỉnh Kon Tum, Việt Nam .
Thủy điện Đăk Pône có hai bậc A và B, tổng công suất lắp máy 15,6 MW (bậc A 14 MW và bậc B 1,6 MW), khởi công tháng 1/2006 hoàn thành tháng 12/2008.
Tên sông là Đăk Pơ Ne, nhưng các văn liệu thủy điện viết thành Đăk Pône.

## Thủy điện Đăk Pô Ne 2
Thủy điện Đăk Pô Ne 2 có công suất 3,6 MW, sản lượng điện hàng năm 16 triệu KWh, được xây dựng tại xã Đăk Pne huyện Kon Rẫy tỉnh Kon Tum, hoàn thành tháng 3/2009. 14°31′25″B 108°18′04″Đ / 14,523708°B 108,301064°Đ

## Đăk Pơ Ne
Đăk Pơ Ne là phụ lưu hợp thành của dòng Đăk Bla trong mạng lưới sông Sê San, chảy ở huyện Kon Plong tỉnh Kon Tum .
Đăk Pơ Ne bắt nguồn từ phía đông xã Măng Cành 14°40′1″B 108°21′29″Đ / 14,66694°B 108,35806°Đ, chảy về hướng tây nam. Đến thị trấn Măng Đen thì chuyển hướng nam.
Tại xã Đăk Pne huyện Kon Rẫy tỉnh Kon Tum sông đổi hướng tây nam, tiếp nhận dòng Đăk Pne 14°31′13″B 108°17′30″Đ / 14,52028°B 108,29167°Đ.
Tại vùng giáp nhau giữa xã Đăk Ruồng và xã Tân Lập thì Đăk Pơ Ne hợp lưu với dòng Đăk Snghé thành dòng Đăk Bla 14°27′39″B 108°11′8″Đ / 14,46083°B 108,18556°Đ.

## Chỉ dẫn
1. ↑  Trong tiếng các dân tộc thuộc nhóm ngôn ngữ Môn-Khmer ở Tây Nguyên và trong tiếng Việt cổ (trước thế kỷ 16, xem Chữ Nôm) thì "đăk" có nghĩa là nước, sông, suối, còn "krông" có nghĩa là sông.